# 高川乡 (绵阳市)
高川乡，是中华人民共和国四川省绵阳市安州区下辖的一个乡镇级行政单位。

## 行政区划
高川乡下辖以下地区：
捷龙社区、高川村、泉水村、二郎村、新桥村、甘沟村、茅香村和天池村。